# Mario Corso
Mario Corso (Verona, 25 augustus 1941 - Milaan, 19 juni 2020) was een Italiaanse profvoetballer en trainer. Hij stond bekend als een dynamische linkervleugelspeler en werd beschouwd als een van de grootste Italiaanse spelers op zijn positie. Hij wordt vooral herinnerd voor zijn zeer succesvolle clubcarrière bij Inter Milaan, waar hij een belangrijk lid was van het Grande Inter-elftal onder trainer Helenio Herrera. Hij vertegenwoordigde ook 23 keer het nationale voetbalteam van Italië.
Tijdens zijn carrière verdiende hij door zijn talent de bijnaam 'Mandrake' (naar het Amerikaanse stripfiguur die een illusionist was), vanwege zijn vaardigheden om tegenstanders op het verkeerde been te zetten.

## Clubcarrière
Nadat hij was begonnen met voetballen bij Audace SME, het team in zijn geboortestad Verona, kreeg Corso op 16-jarige leeftijd een kans bij Internazionale. Het zou uiteindelijk het team zijn waar hij vrijwel zijn gehele carrière voor speelde, en hij maakte zijn debuut voor de club in een Coppa Italia-wedstrijd tegen Como. Tussen 1957 en 1973 won hij met Inter vier Serie A-titels, twee keer de Europacup I en twee keer de Wereldbeker voor clubteams. Al snel na zijn debuut werd hij een vaste waarde in de basiself en later werd hij de aanvoerder van de ploeg. Corso had een rol op de linkervleugel in Helenio Herrera's team van de jaren 60, dat bekend staat als La Grande Inter.
Na zijn periode bij Inter verhuisde Corso in 1973 kort naar Genoa, waar hij nog twee seizoenen speelde alvorens hij in 1975 met pensioen ging. In totaal speelde hij 439 wedstrijden in de Serie A waarin hij 78 doelpunten maakte. Hij staat op de zesde plaats in de lijst met meest gespeelde wedstrijden voor Inter Milaan.

## Interlandcarrière
In totaal kwam Corso in tien jaar 23 keer uit voor de nationale ploeg van Italië, waarin hij vier doelpunten maakte. Hij maakte zijn debuut in 1961 tijdens een 3-2 thuiswedstrijd tegen Engeland in een vriendschappelijke interland.
Ondanks zijn successen bij Inter werd hij nooit werd opgeroepen om deel te nemen aan een groot internationaal toernooi met Italië. In 1962 kwam hij het dichtst bij een selectie voor het WK 1962, maar door een meningsverschil met bondscoach Edmondo Fabbri werd hij buiten de selectie gelaten. Hij zou later ook worden uitgesloten van de Italiaanse selectie tijdens hun teleurstellende WK in 1966 en Italië's winnende team op het EK 1968 in eigen land. Samen met Giuliano Sarti, Armando Picchi, Gianfranco Bedin en Antonio Angelillo is hij één van de meest succesvolle Italiaanse clubspelers van Inter die nooit werd opgeroepen voor een Wereldbeker. Ondanks zijn afwezigheid bij grote toernooien plaatste de FIFA hem in 1967 in hun Italiaanse All-Star team voor een vriendschappelijke interland tegen Spanje, ter ere van doelman Ricardo Zamora.
Corso speelde zijn laatste wedstrijd voor Italië op 9 oktober 1971, in een 3-0 overwinning tegen Zweden. 

## Trainerscarrière
Na beëindiging van zijn actieve carrière was Corso de hoofdtrainer van verschillende Italiaanse clubs, waaronder zijn voormalige club Inter die hij in het seizoen 1985-86 leidde.
Zijn grootste trainerssucces behaalde hij met AC Mantova, waar hij de club in het seizoen 1987-88 leidde naar het kampioenschap in de Serie C2.

## Overlijden
Corso overleed na een kort ziektebed op 19 juni 2020 in Milaan.
Voor de wedstrijd van Inter Milaan tegen Sampdoria op 21 juni 2020 werd er een minuut stilte gehouden ter herdenking van Corso. 

## Erelijst

### Speler

#### Inter Milaan
- Kampioen Serie A: 1962-63, 1964,65, 1965-66, 1970-71
- Winnaar Europacup I: 1963-64, 1964-65
- Winnaar Wereldbeker voor clubteams: 1964, 1965

### Trainer

#### AC Mantova
- Kampioen Serie C2: 1987-88